# Ozark (Alabama)
 Ozark, Alabama és una població dels Estats Units a l'estat d'Alabama. Segons el cens del 2000 tenia 15.119 habitants.

## Demografia
Segons el cens del 2000, Ozark tenia 15.119 habitants, 6.126 habitatges, i 4.233 famílies. La densitat de població era de 170,5 habitants/km².
Dels 6.126 habitatges en un 31,4% hi vivien nens de menys de 18 anys, en un 48,8% hi vivien parelles casades, en un 16,9% dones solteres, i en un 30,9% no eren unitats familiars. En el 27,7% dels habitatges hi vivien persones soles el 10,6% de les quals corresponia a persones de 65 anys o més que vivien soles. El nombre mitjà de persones vivint en cada habitatge era de 2,4 i el nombre mitjà de persones que vivien en cada família era de 2,92.
Per edats la població es repartia de la següent manera: un 24,9% tenia menys de 18 anys, un 8,5% entre 18 i 24, un 26% entre 25 i 44, un 24,7% de 45 a 60 i un 15,9% 65 anys o més.
L'edat mediana era de 39 anys. Per cada 100 dones hi havia 87,8 homes. Per cada 100 dones de 18 o més anys hi havia 83,4 homes.
La renda mediana per habitatge era de 29.330 $ i la renda mediana per família de 38.633 $. Els homes tenien una renda mediana de 30.236 $ mentre que les dones 19.564 $. La renda per capita de la població era de 15.984 $. Aproximadament el 14,8% de les famílies i el 19% de la població estaven per davall del llindar de pobresa.

## Poblacions més properes
El següent diagrama mostra les poblacions més properes.